# Люші-Шань
Люші-Шань, Куньлунь-Ґоддесс (англ. Liushi Shan, Kunlun Goddess; гінді कुनलुन देवी) — гора в Азії, висотою 7167 м — найвища вершина гірської системи Куньлунь, що на півночі Тибету у Китаї.

## Географія
Люші-Шань розташована у західній частині гірської системи Куньлунь. Масивна гора з чотирма вершинами: Люші-Шань (Головна), лежить практично в центрі масиву; Пік 7120, Люші-Шань II та Люші-Шань III. Адміністративно вершина лежить на кордоні автономних районів: Сіньцзян-Уйгурського — на півночі та Тибетського — на півдні, на крайньому заході Китаю.
Гора має інші назви: Аксай-Чин I, Люші-Фен, Куньлунь I або Куньлунь-Ґоддесс — Богиня Куньлунь.
Оледеніла гора. Східні та західні хребці (відроги) Люші-Шань спускаються в південному напрямку на льодовик Східний Чжунфень, в сторону озера Аксай-Чин. На південь від масиву — водозбірний район річки Юрункаш, притоки Тариму.
Абсолютна висота вершини 7167 метрів над рівнем моря. Відносна висота — 1946 м, з найвищим сідлом — 5221 м. Топографічна ізоляція вершини відносно найближчої вищої гори Сасер-Кангрі II (7518 м) — становить 288,37 км.

## Вершини масиву

### Пік 7120
Пік 7120 висотою 7120 м, лежить за 0,4 км на південь від головної вершини (35°18′40″ пн. ш. 80°54′59″ сх. д. / 35.31111° пн. ш. 80.91639° сх. д.). Має відносну висоту — 40 м і найвище сідло 7080 м.

### Люші-Шань II
Люші-Шань II висотою 6930 м, розташована за 1,1 км на північ від головної вершини (35°19′33.2″ пн. ш. 80°54′51.6″ сх. д. / 35.325889° пн. ш. 80.914333° сх. д.). Має відносну висоту — 130 м і найвище сідло 6800 м.

### Люші-Шань III
Люші-Шань III висотою 6875 м, розташована за 1,4 км на схід від вершини Люші-Шань II (35°19′48.42″ пн. ш. 80°55′44.99″ сх. д. / 35.3301167° пн. ш. 80.9291639° сх. д.). Має відносну висоту — 175 м і найвище сідло 6700 м.

## Історія підкорення
Гора Люші-Шань вперше була підкорена 16 серпня 1986 року японською експедицією з півдня через східний хребет. Перша підйомна група складалася з Шинджі Кобаяші, Шуя Накасіми, Тетсуя Баба, Юкімаса Нумано та Масанорі Сато. Наступного дня 17 серпня Куніо Обата, Такеши Мурата, Юкіко Кукузава, Міцухіро Сугавара, Шиґеру Масуяма та Кейджіро Гейсака також досягли вершини.